# كريستيان روميرو (لاعب كرة قدم)
كريستيان روميرو (بالإسبانية: Cristián Romero)‏ هو مدرب رياضي ولاعب كرة قدم تشيلي في مركز الوسط، ولد في 26 ديسمبر 1963 في سانتياغو في تشيلي. شارك مع منتخب تشيلي لكرة القدم. أما مع النوادي، فقد لعب مع إيفرتون دي فينا ديل مار ونادي أونيفرسيداد دي تشيلي.